# Aamir Ghaffar
Aamir Ghaffar (* 18. August 1979 in Peschawar) ist ein aus Pakistan stammender englischer Badmintonspieler. 

## Karriere
Aamir Ghaffar gewann 2004 die Herreneinzelkonkurrenz bei den Canadian Open. Im gleichen Jahr siegte er auch erstmals bei den englischen Meisterschaften im Einzel. 2005 verteidigte er den Titel in dieser Disziplin. Später begann er eine Trainerlaufbahn und trainierte unter anderem Abdul Jalil.

## Sportliche Erfolge
| Saison | Veranstaltung                  | Disziplin    | Platz |
| ------ | ------------------------------ | ------------ | ----- |
| 2004   | Canadian Open                  | Herreneinzel | 1     |
| 2004   | England: Einzelmeisterschaften | Herreneinzel | 1     |
| 2005   | England: Einzelmeisterschaften | Herreneinzel | 1     |
| 2008   | England: Einzelmeisterschaften | Herreneinzel | 2     |